# Pontos extremos da Bielorrússia

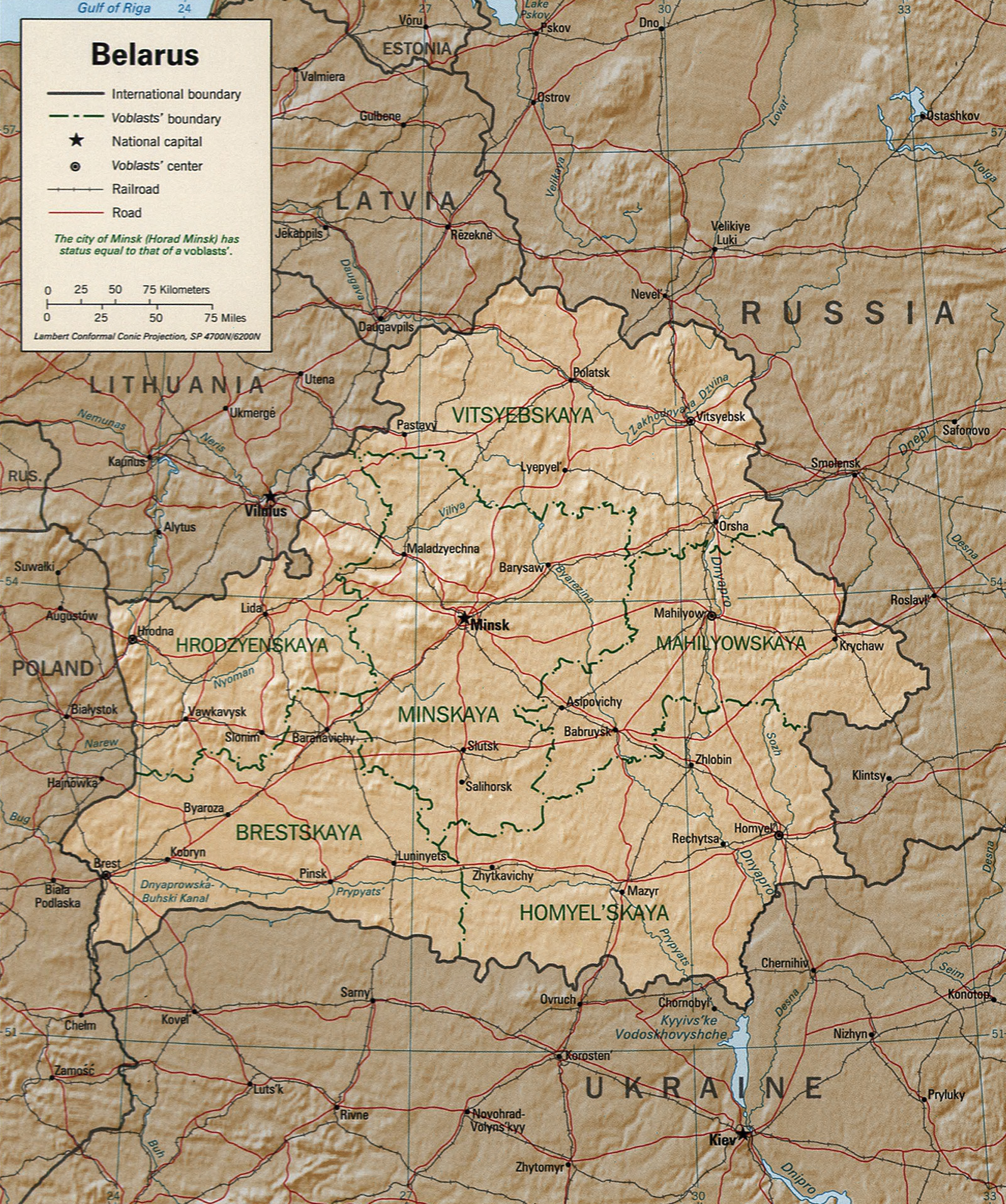
Mapa da Bielorrússia

Lista dos pontos extremos da Bielorrússia (os pontos que estão mais a norte, sul, leste ou oeste de qualquer outro local no território bielorrusso):

## Pontos extremos da Bielorrússia
- Ponto mais setentrional: voblast de Viciebsk (56° 09′ N, 28° 09′ L)
- Ponto mais meridional: voblat de Homiel (ou Gomel) (51° 15′ N, 30° 33′ L)
- Ponto mais ocidental:  voblast de Brest (52° 16′ N, 23° 10′ L)
- Ponto mais oriental: voblast de Mahilou (53° 27′ N, 32° 46′ L)
- Ponto mais alto: monte Dzyarzhynskaya (345 m)
- Ponto mais baixo:  rio Neman (90 m)